# Bačka

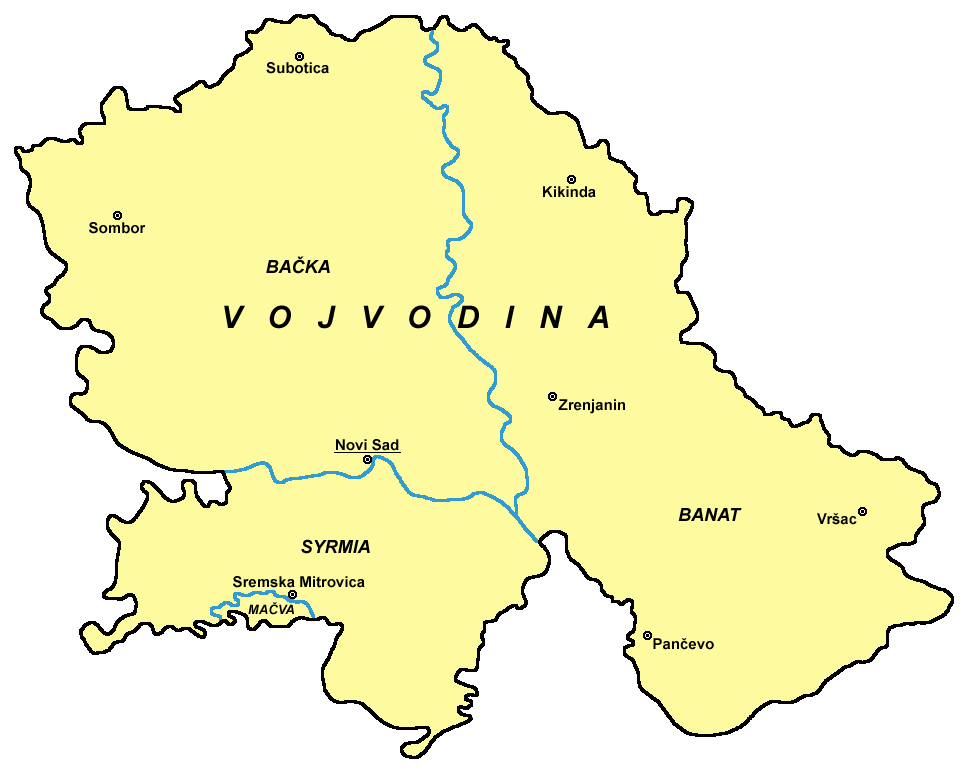
Karta över Bačka inom Vojvodina.

Bačka (serbiska: Бачка eller Bačka, ungerska: Bácska) är en geografisk region som ligger till största del i norra Serbien, i provinsen Vojvodina. En liten del av regionen ligger idag i södra Ungern. Området ligger på den Pannoniska slätten mellan floderna Donau och Tisza. Två öar i Donau vid staden Vukovar är en del av Bačka och är officiellt en del av Kroatien men kontrolleras av Serbien sedan 1991. Största staden i Bačka är Novi Sad. Bačka är dessutom den del av Serbien där den största andelen av landets minoritet av ungrare bor.

## Historia
Spår av civilisation i Bačka går tillbaka ända till stenåldern, främst omkring floderna Donau och Tisza. Området var befolkat även i bronsåldern och flera folk har lämnat sina spår, till exempel kelter, romare, hunner, slaver, germaner. Slaver nämns i Bačka först på 500-talet. På 800-talet styrdes området av den bulgariske vojvoden Salan, som hade sin huvudstad i Titel i sydöstra delen av Bačka.
Efter bulgarernas tid styrdes Bačka från 900-talet av ungrare. Viktigare städer var bl.a. Bač och Bodrog nära dagens Bački Monoštor. Under den här tiden nämns också några viktigare serbiska landsherrar. Många serber söderifrån flydde till Bačka samt andra delar av Vojvodina och dagens Kroatien under tiden Serbien var ockuperat av det Osmanska riket, främst på 1400-talet. År 1542 tillfall även Bačka i turkiska händer.
1699 blev området en del av den österrikeska Habsburgmonarkin. Enligt folkräkningar från 1715 var de flesta av Bačkas invånare serber, bunjevci och šokci. På den här tiden Bačka rätt glest befolkad och befolkades med serber, ungrare och tyskar. Bačka var senare en del av det Serbiska Vojvodina, en provins inom Österrike-Ungern.

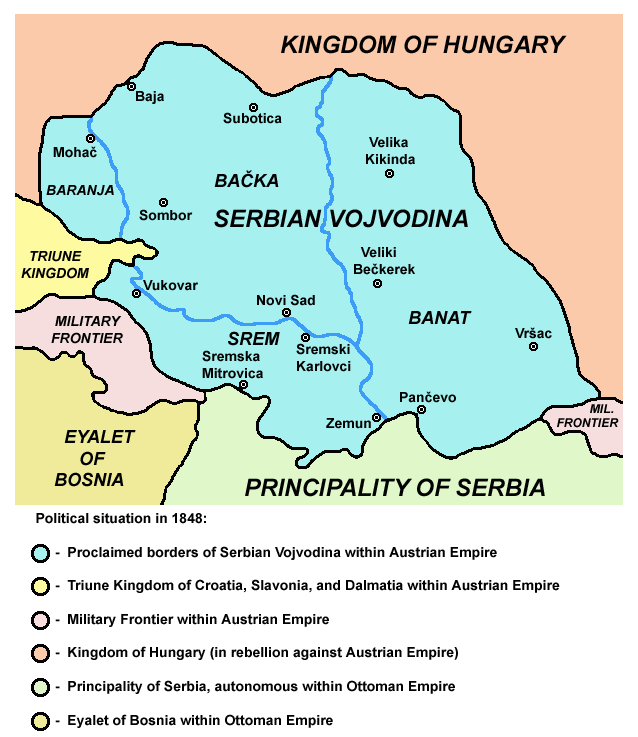
Bačka i Serbiska Vojvodina (1848)

Efter första världskriget blev Bačka en del av Serbernas, Kroaternas och Slovenernas rike, vilket senare blev Jugoslavien. Under andra världskriget ockuperades Bačka av axelmakterna (1941-1944). Under den tiden dödades nästan 20 000 civila invånare, främst serber, judar och romer. Efter kriget lämnade nästan alla tyskar från Bačka området tillsammans med den slagna tyska armén, andra blev tillsammans med ungrare dödade av de jugoslaviska partisanerna. Från 1945 är Bačka en del av provinsen Vojvodina, först inom Jugoslavien, senare Serbien och Montenegro och nu Serbien.

## Städer

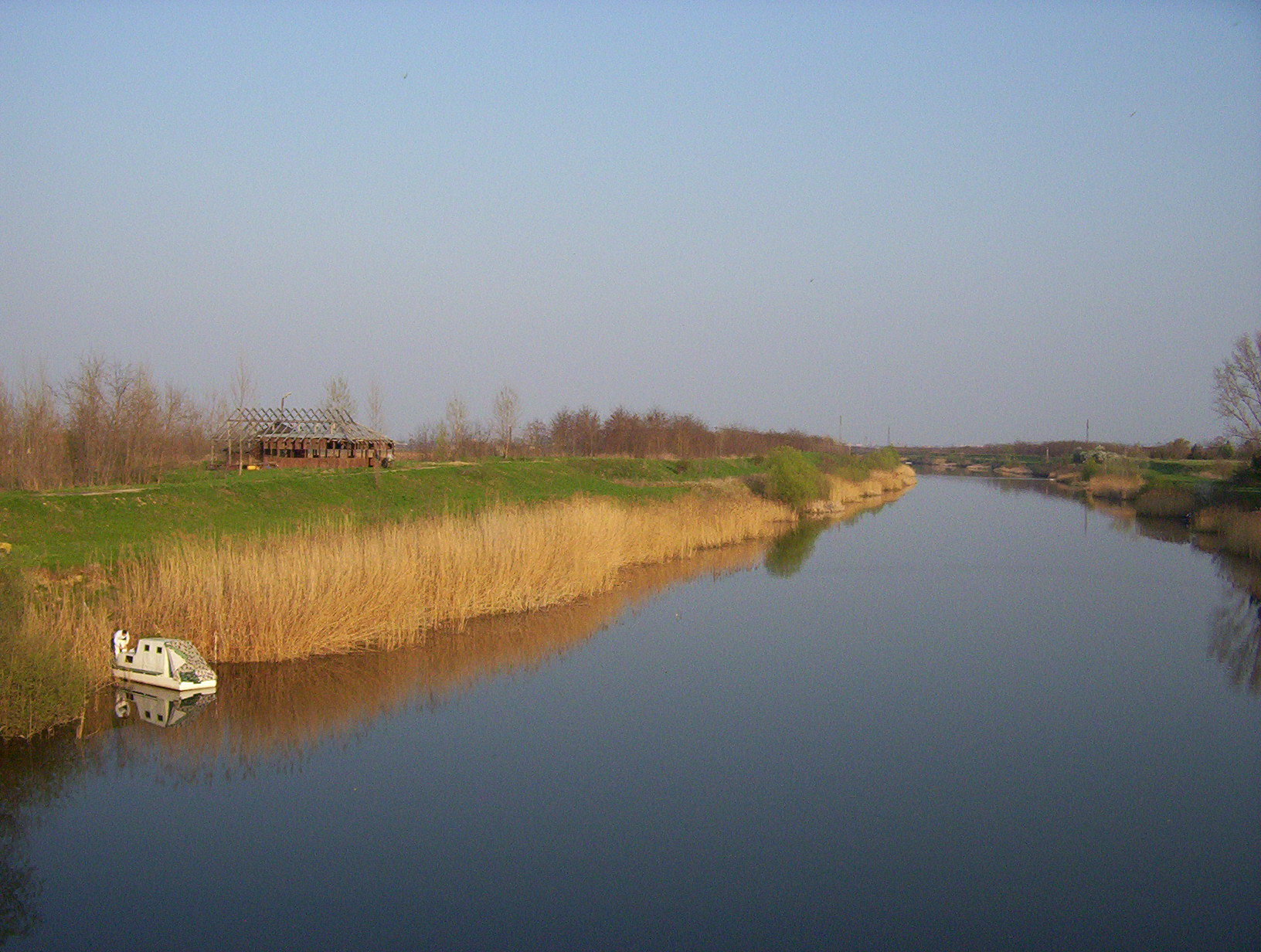
Kanalen Donau-Tisza-Donau nära Novi Sad

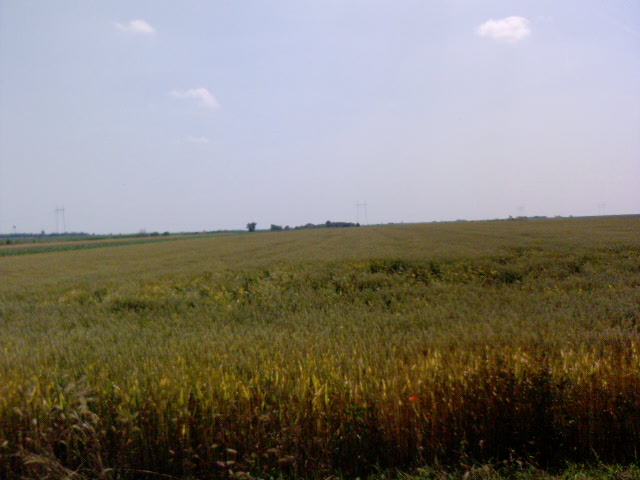
Typisk syn i Bačka

I Serbien:
- Novi Sad (190 602 invånare)
- Subotica (99 471)
- Sombor (50 950)
- Bačka Palanka (29 431)
- Vrbas (25 887)
- Bečej (25 703)
- Senta (20 363)
- Kula (19 293)
- Apatin (19 289)
- Temerin (19 143)
- Futog (18 492)
- Bačka Topola (16 154)
- Srbobran (13 049)
- Ada (10 546)
- Kanjiža (10 193)
- Crvenka (10 153)

I Ungern:
- Baja (38 143)
- Jánoshalma (9 866)
- Bácsalmás (7 694)

## Demografi
Enligt folkräkningen i Serbien 2002 var befolknings antalet i Bačka-regionen i Vojvodina 1 022 524. 
De största folkgrupperna var:
- 559 700 (54,74%) serber
- 221 882 (21,70%) ungrare
- övriga (inkluderat slovaker, kroater, bunjevci, šokci, rusiner, montenegriner, romer, tyskar, etc).

Enligt folkräkningen i Ungern 2001 har den ungerska delen av Bačka 113 432 invånare. De flesta invånare är ungrare.

## Näringsliv
Hela Bačka men särskilt de sydliga delarna hör till de bördigaste landen i Europa. Många människor jobbar inom jordbruket, en liten del jobbar även inom industrin. Bačka är mest känt för sitt vete och majs men där odlas även ris, tobak, sockerrör, vitkål, vattenmeloner, samt andra frukt och grönsaker.
Det finns några vinodlingar, främst runt Subotica. Bačka har i princip ingen skog, förutom omkring floden Donau. Ur ekonomisk synpunkt är Bačka en av de viktigaste delarna av Serbien, och var det även i före detta Jugoslavien.